# Wybory do Parlamentu Europejskiego w Hiszpanii w 2014 roku
Wybory do Parlamentu Europejskiego VIII kadencji w Hiszpanii zostały przeprowadzone 25 maja 2014. Hiszpanie wybrali 54 eurodeputowanych. Frekwencja wyniosła 43,81%. W wyborach wystartowało 39 podmiotów, spośród których 27 uzyskało poparcie poniżej 1%.

## Wyniki wyborów
| Lista wyborcza                               | Główny kandydat           | Głosy     | %     | Mandaty | Zmiana |
| -------------------------------------------- | ------------------------- | --------- | ----- | ------- | ------ |
| Partia Ludowa                                | Miguel Arias Cañete       | 4 098 339 | 26,09 | 16      | –8     |
| Hiszpańska Socjalistyczna Partia Robotnicza  | Elena Valenciano          | 3 614 232 | 23,01 | 14      | –9     |
| Zjednoczona Lewica                           | Willy Meyer               | 1 575 308 | 10,03 | 6       | +4     |
| Podemos                                      | Pablo Iglesias Turrión    | 1 253 837 | 7,98  | 5       | +5     |
| Związek, Postęp, Demokracja                  | Francisco Sosa Wagner     | 1 022 232 | 6,50  | 4       | +3     |
| Koalicja dla Europy                          | Ramon Tremosa             | 851 971   | 5,42  | 3       | –      |
| L’Esquerra pel Dret a Decidir                | Josep Maria Terricabras   | 630 072   | 4,01  | 2       | +1     |
| Obywatele – Partia Obywatelska               | Javier Nart               | 497 146   | 3,16  | 2       | +2     |
| Los Pueblos Deciden                          | Josu Juaristi             | 326 464   | 2,07  | 1       | +1     |
| Primavera Europea                            | Jordi Sebastià i Talavera | 302 266   | 1,92  | 1       | +1     |
| Vox                                          | Alejo Vidal-Quadras Roca  | 246 833   | 1,57  | 0       | –      |
| Partido Animalista Contra el Maltrato Animal | Laura Duarte              | 177 499   | 1,13  | 0       | –      |